# Route transcanadienne
La route transcanadienne est un système de voies routières à régime fédéral-provincial qui relie les dix provinces du Canada. Ce réseau n'est pas une simple route, car il est à certains endroits composé de deux, voire trois routes parallèles. Par exemple, dans l'ouest du pays, la route Yellowhead est une branche de la Transcanadienne parallèle à la route originale. La construction de la route fut décidée en 1948, débuta en 1950 pour se terminer en 1970. La route fut inaugurée en 1962. Elle fait actuellement 7 821 kilomètres de long, s'étendant d'un océan à l'autre, du Pacifique à l'Atlantique. Elle est la route « nationale » la plus longue du monde.
Le Canada n'a pas de système routier national, car les routes sont de compétence provinciale. Toutefois, l'entretien de la Transcanadienne est financé par le gouvernement fédéral qui, chaque année, octroie de l'argent aux provinces.
Contrairement au système Interstate des États-Unis, la route Transcanadienne n'est pas toujours une autoroute ou même une route à 4 voies divisées. En 2000, le gouvernement de Jean Chrétien a étudié la possibilité de financer la transformation de la Transcanadienne en autoroute à 4 voies à la grandeur du pays. Finalement, cette idée fut abandonnée car certaines portions de la route ne sont pas assez achalandées pour justifier ce projet. Les provinces ont préféré investir dans des axes routiers plus achalandés et plus commerciaux, comme les liaisons avec les États-Unis. Malgré cela, certaines sections ont été ou seront transformées en autoroute, comme la route 185 du Québec, qui deviendra l'autoroute 85. Un autre exemple est la route 2 du Nouveau-Brunswick. Au milieu des années 1980, cette route de plus de 500 km était à deux voies et souvent à accès non limité. En 1987, le gouvernement de la province lança le projet de transformation de la route en autoroute à 4 voies à chaussées séparées. La transformation se termina 20 ans plus tard, à l'automne 2007.
Étant donné que les routes relèvent des provinces, la numérotation de la Transcanadienne relève de celles-ci. Les provinces de l'Ouest (Colombie-Britannique, Alberta, Saskatchewan et Manitoba) ont harmonisé leurs numéros de routes, ainsi l'axe principal de la Transcanadienne, l'axe sud, est appelé route 1. L'axe nord, la route Yellowhead, pour sa part, est désignée route 16. Dans l'est du pays, la situation est complètement différente, le numéro de la route change à chaque frontière provinciale. Ceci est dû au fait que la Transcanadienne est composée de sections de routes importantes qui existaient avant son introduction. Il est peu probable que la route ait un jour une désignation uniforme à la grandeur du pays. Ceci serait incompatible avec le système de numérotation des provinces, comme celui du Québec qui est basé sur la géographie (voir Routes provinciales du Québec).

## Histoire

### Origine (1910-1948)
L'idée d'une route nationale remonte en 1910, mais ce n'est qu'en 1912 que Thomas Wilby effectue la toute première traversée du pays en voiture, de Halifax à Victoria, en deux mois. Durant son voyage, Wilby a dû parcourir de larges portions en train ou en bateau sans laisser sa voiture de côté.
À l'occasion du 21e anniversaire de Ford Canada, en 1925, le photographe Ed Flickenger fait la traversée du pays à bord de son récent modèle T. Le trajet de 7 715 km (de Halifax à Vancouver) sera semé d'obstacles comme traverser des rivières ou des vallées non équipées de ponts, emprunter des routes si étroites que la végétation égratigne la carrosserie, lutter contre les argiles boueuses dans les prairies où la voiture s'enfonce jusqu'aux essieux et finalement conduire sur des chemins uniquement conçus pour les chariots dans les montagnes Rocheuses.
En 1946, le brigadier R.A. MacFarlane réalise la traversée du Canada complètement en voiture en moins de neuf jours, également, 3 ans avant l'adoption de la Loi sur la route Transcanadienne.

### Adoption de la loi et construction (1949-1971)
En 1949, la Loi sur la route Transcanadienne est adoptée. La même année, la Loi favorisant et aidant la construction d'une route Transcanadienne est promulguée et stipule que le gouvernement fédéral devra verser un montant de 150 millions de dollars sur une période de 7 ans aux provinces.
Le 30 juillet 1962, la route Transcanadienne est inaugurée. Un mois plus tard, on a ouvert le tronçon via le col Rogers entre Revelstoke et Golden en Colombie-Britannique.
La route est achevée en 1971.

### Évolution et futur (1972-)
Avant le krach boursier de 1987, le tronçon entre Victoria et Nanaimo devait être reconverti en autoroute pour éliminer les embouteillages. En 1995, le projet est officiellement annulé par les gouvernements fédéral et provincial.
En avril 1997, le Ministère des Transports de l'Ontario renumérote la route 17 dans la région d'Ottawa-Carleton comme la route 174 dû à l'autoroute 417 qui a remplacé graduellement le tronçon entre Ottawa et Hawkesbury. Aujourd'hui, cette portion de la route 17 est devenue une route de comté des comtés unis de Prescott et Russell.
Depuis 2005, la route 185, reliant anciennement Rivière-du-Loup jusqu'à la route 2 au Nouveau-Brunswick, laisse place à l'autoroute 85. Sa troisième et dernière phase entre Saint-Antonin et Saint-Louis-du-Ha! Ha! sera complétée en 2025.
À la fin des années 2000, le tronçon entre Kamloops et la frontière de l'Alberta subit d'importantes modifications. Le 30 août 2007, une importante partie du projet est ouverte, incluant l'aire d'autoroute Ten Mile Hill et le nouveau Park Bridge. En hiver 2010, l'élargissement de la Transcanadienne dans le parc national de Banff entre la route 93 et Lake Louise est complété tandis que les derniers 8,5 km entre la frontière britanno-colombienne et Lake Louise furent complétés en 2014.
Pour le 50e anniversaire de la Transcanadienne en 2012, la compagnie Sun Country Highway met en place le longest greenest highway project (projet de la plus longue route verte en français) qui installe plus de 80 bornes de recharge aux abords de la route. Pour promouvoir la technologie EV, le président de la compagnie, Kent Rathwell, fait la traversée du pays en Tesla Roadster et rencontre les médias durant ses nombreux arrêts.

## Tracé

### Provinces de l'Ouest et des Prairies

#### Route 1 - Axe principal (sud)

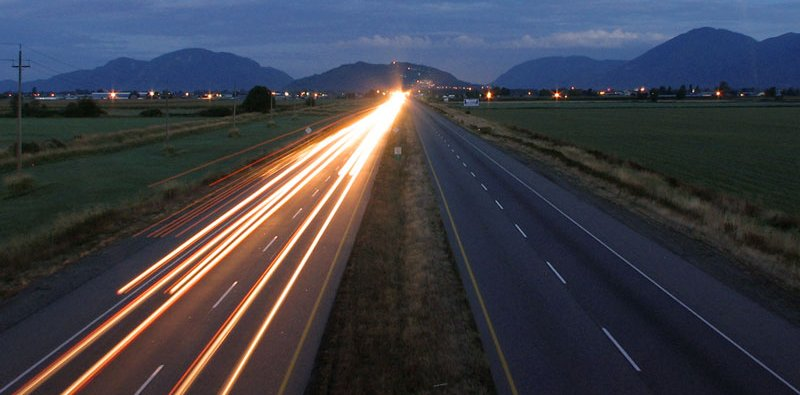
Route 1 de Colombie-Britannique Direction Ouest à Chilliwack vers Vancouver

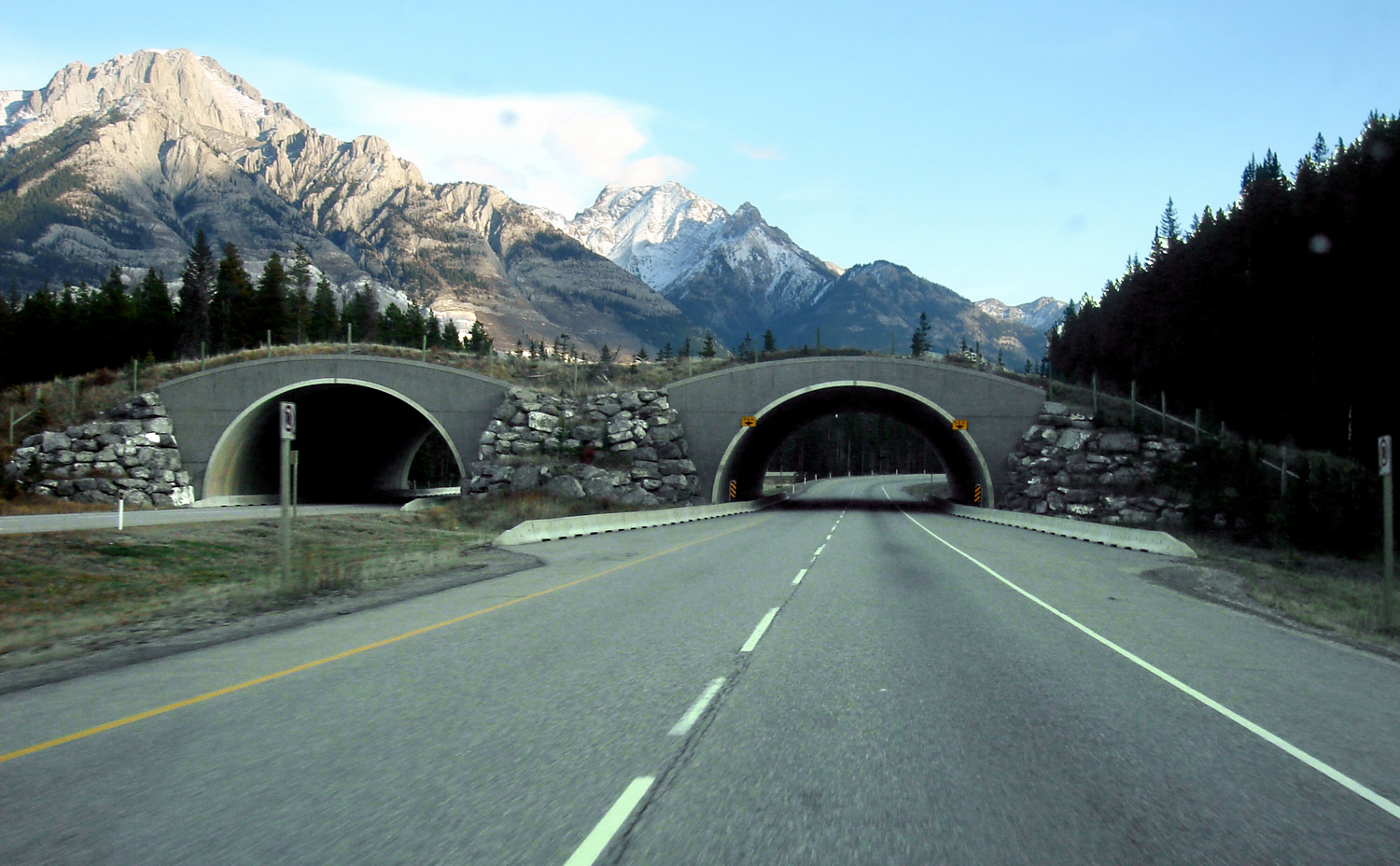
Route 1 de l'Alberta avec vue vers l'est, à l'approche d'un écoduc, dans le Parc national de Banff

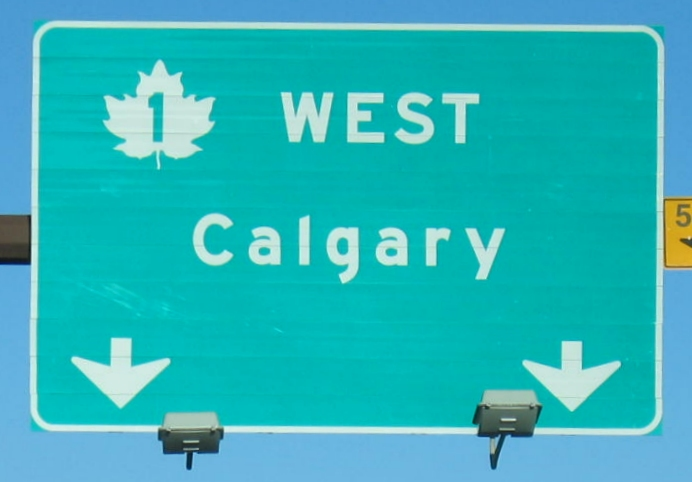
Signalisation sur la route 1 de la transcandienne en Alberta en direction de Calgary

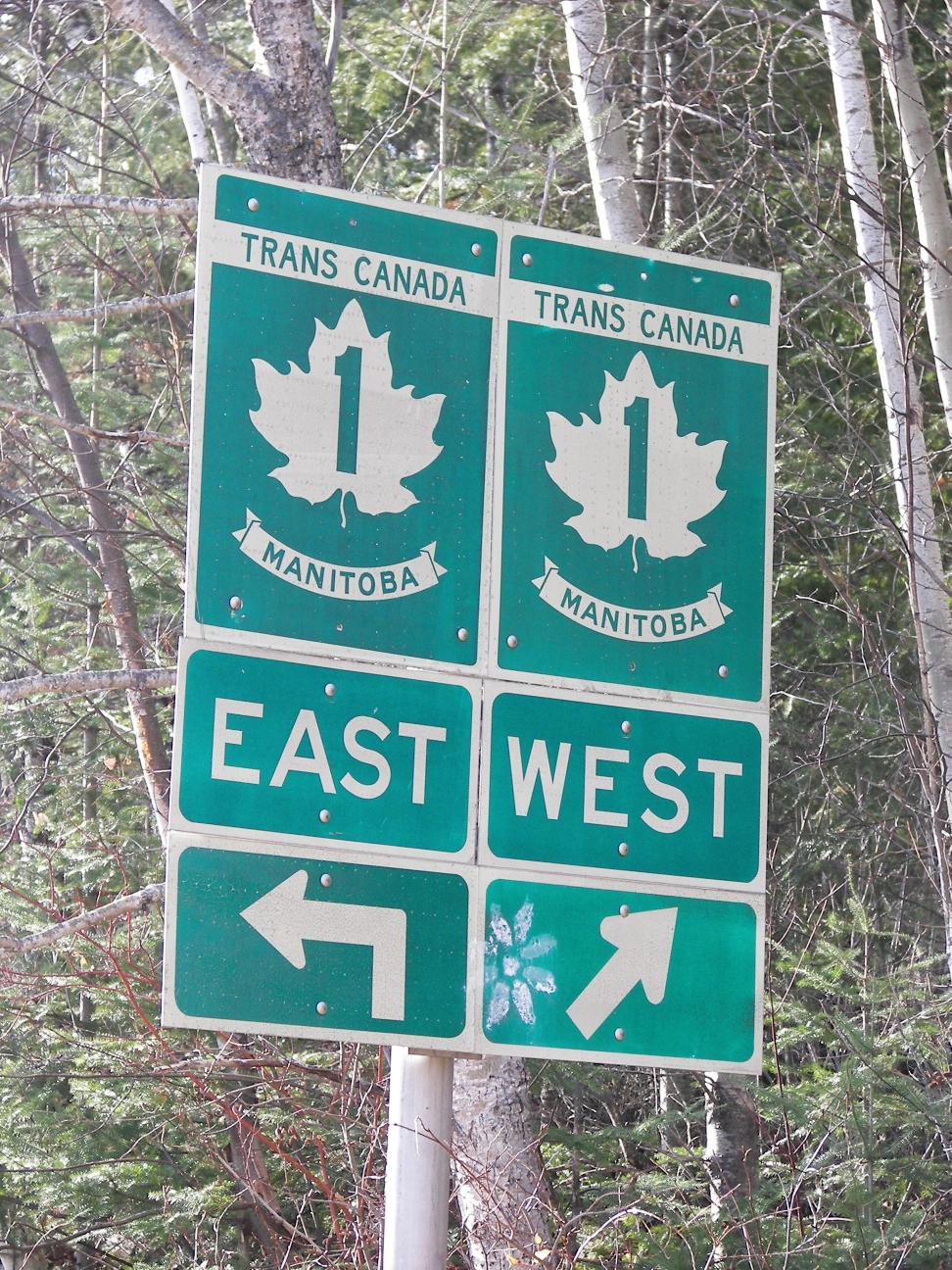
Signalisation sur la route 1 de la Transcanadienne au Manitoba

L'axe principal, l'axe sud, numéroté Route 1 dans les quatre provinces occidentales, débute à Victoria, Colombie-Britannique à l'intersection de Douglas Street et Dallas Road, où il y a le monument "Mile 0" pour indiquer l'extrémité de la route. De là, elle se dirige vers le nord le long de la côte est de l'île de Vancouver pendant 99 km jusqu'à Nanaimo. Une liaison de 57 km en traversier permet d'atteindre la terre ferme à Horseshoe Bay. Elle traverse ensuite Vancouver, avant d'atteindre Hope 170 km plus à l'est. Elle continue ensuite vers le nord sur une distance de 186 km vers Cache Creek, puis vers l'est sur une distance de 79 km à travers Kamloops, avant d'entrer 483 km plus loin en Alberta à Banff. Elle atteint 101 km plus à l'est Calgary (Alberta), où elle se dirige vers Medecine Hat (Alberta) à 293 km, puis Moose Jaw (Saskatchewan) à 403 km et Regina (Saskatchewan) à 79 km. Elle poursuit sa course vers l'est, rejoint Brandon (Manitoba) après 372 km et ensuite Portage la Prairie (Manitoba) après 119 km supplémentaires. C'est dans cette ville des Prairies que l'axe nord de la Transcanadienne, la Route Yellowhead, rejoint l'axe principal.
De la jonction des deux Transcanadienne à Portage la Prairie (Manitoba), la route continue vers l'est, vers Winnipeg (Manitoba), 84 km à l'est. Le périphérique extérieur sud de cette ville est également une section officielle de la Transcanadienne, il est numéroté Route 100. Ceci permet d'éviter le centre-ville de Winnipeg qui est traversé par la route 1.
Récapitulatif :
Route Transcanadienne - Axe principal (sud)

Route 1 de la Colombie-Britannique

Route 1 de l'Alberta

Route 1 de la Saskatchewan

Route 1 du Manitoba (Route 100 du Manitoba)

Route Transcanadienne - Route Yellowhead (axe nord)

Route 16 de la Colombie-Britannique

Route 16 de l'Alberta

Route 16 de la Saskatchewan

Route 16 du Manitoba
Dans cette section du pays, la limite de vitesse est généralement de 100 km/h. Quelques sections de l'Alberta et de la Saskatchewan possédant les normes autoroutières ont une limite de vitesse de 110 km/h. Les sections traversant des parcs nationaux du Canada sont limitées à 90 km/h.
De Winnipeg (Manitoba), la Transcanadienne se dirige vers Kenora (Ontario) situé à 250 km plus à l'est. Elle devient la route 17 en entrant en Ontario. Entre Kenora (Ontario) et Thunder Bay, la Transcanadienne se divise en deux branches. La principale, plus au nord est la 17 et a une distance de 400 km. La seconde, plus au sud, est composée de sections des routes 71 et 11. Cet itinéraire alternatif a une distance de 470 km et passe tout près de la frontière américaine à Fort Frances. La réunification des deux routes se fait à 65 km à l'ouest de Thunder Bay (Ontario). De cette ville, la route se dirige vers Nipigon 115 km plus à l'est. À cet endroit, elle se divise encore une fois en deux routes, et ce, pour plus de 1 500 km. Celle du nord est numérotée route 11 et celle du sud, route 17.
La section de la Transcanadienne entre Thunder Bay et Nipigon s'appelait la Terry Fox Courage Highway ou en français Autoroute du courage de Terry Fox. La section de 83 km marque l'endroit où Terry Fox a dû terminer son Marathon de l’espoir (dont le but était d'amasser des fonds pour trouver un remède pour le cancer). Il y a une statue de bronze à l'endroit où il a terminé sa course.

### Ontario et Québec

#### Axe nord

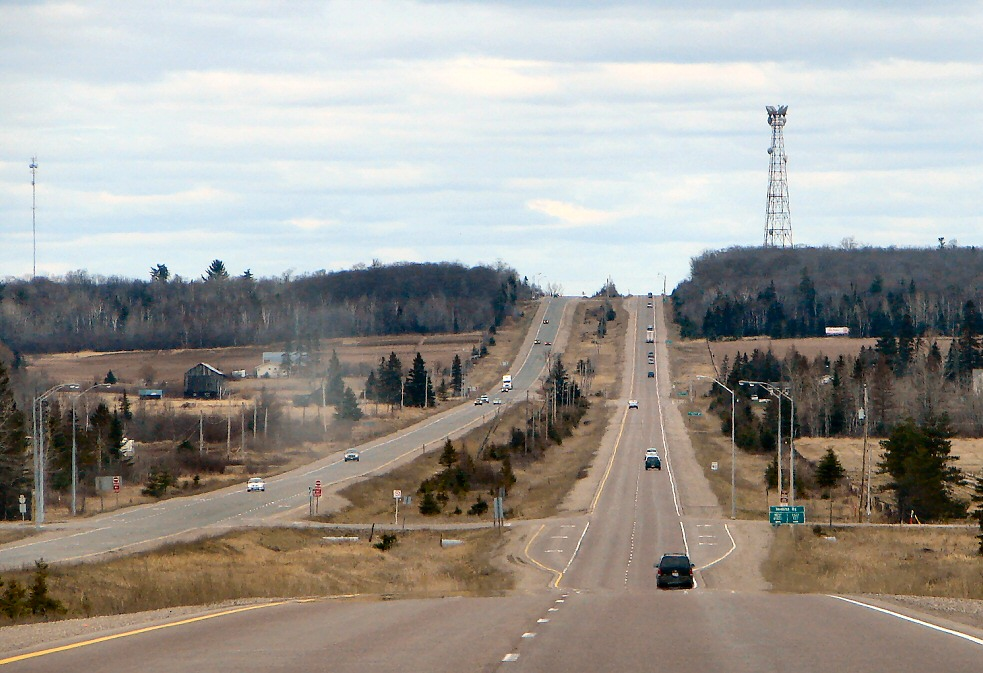
Route 17 près d'Echo Bay en Ontario

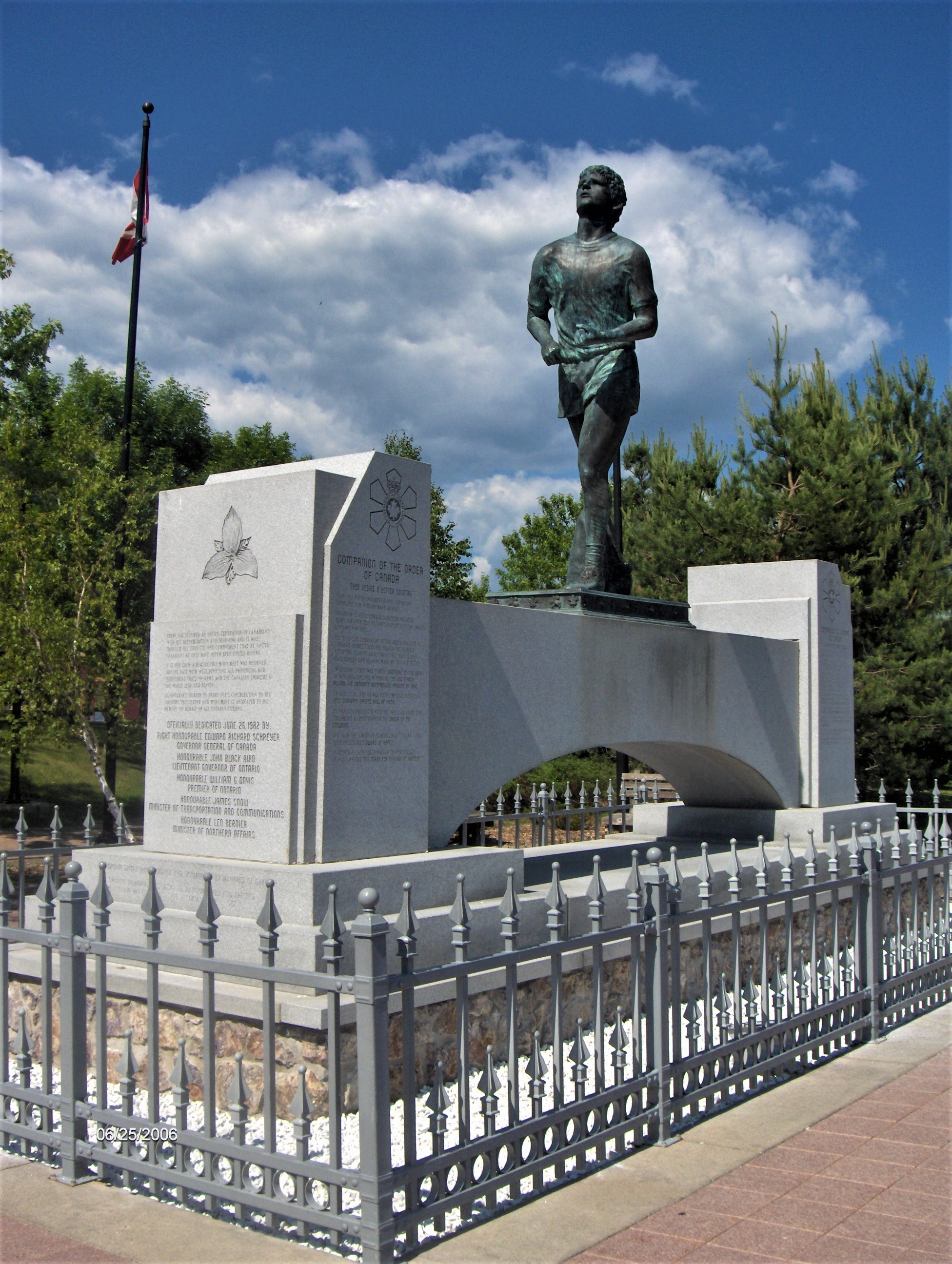
Route 11/17- Thunder Bay (Ontario) - Terry Fox

La route 11 atteint Hearst après 401 km, et Cochrane 213 km plus à l'est. Elle se dirige ensuite vers le sud pour atteindre Kirkland Lake après 137 km. À cet endroit, l'axe nord se divise en deux. La route 11 continue vers le sud sur une distance de 238 km en direction de North Bay où elle croise la route 17, l'axe principal de la Transcanadienne. Au sud de cette jonction, la route 11 continue vers Toronto, sans être une section de la Transcanadienne.
De Kirkland Lake, la seconde branche de l'axe nord, nommée route 66, se dirige vers l'est sur une distance de 54 km jusqu'à la frontière du Québec où elle devient la route 117 du Québec. Elle continue vers l'est sur une distance de 180 km, en traversant au passage Rouyn-Noranda et Val-d'Or. Elle bifurque ensuite vers le sud-est et atteint Mont-Laurier après 255 km et enfin Mont-Tremblant 107 km plus loin. À partir de cette ville touristique, la route 117 devient une route à 4 voies à chaussées séparées à accès non limité. La Transcanadienne poursuit son chemin sur une distance de 30 km vers Sainte-Agathe-des-Monts où elle quitte la 117 pour emprunter l'autoroute 15. Elle atteindra finalement Montréal 90 km plus au sud, où l'axe nord réintègre pour de bon l'axe principal de la Transcanadienne au croisement des autoroutes 15 et 40.

#### Axe sud (principal)
Depuis Nipigon (Ontario), l'axe principal (sud) numéroté Route 17, va vers l'est le long de la rive du Lac Supérieur pour atteindre Sault-Sainte-Marie 581 km plus loin. De là, elle rejoint Sudbury après 291 km. Dans cette ville, l'axe sud se divise également en deux tronçons qui se rejoindront à Ottawa.

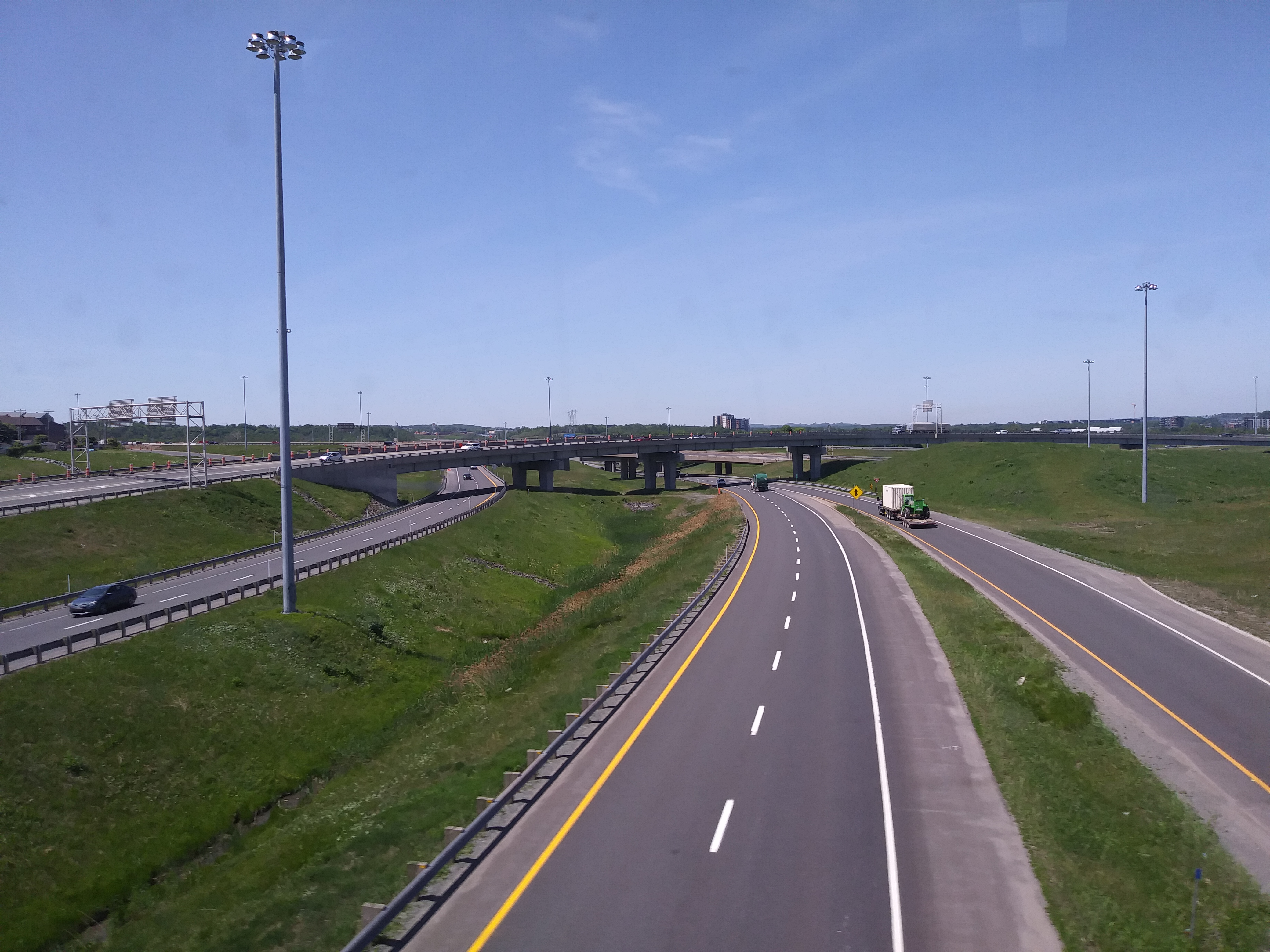
Autoroute 20 près de l'autoroute 73 à Lévis

L'itinéraire sud relie Sudbury et Ottawa sur une distance de 635 km en passant par Peterborough. Il se compose de la route 69, de l'autoroute 400 et des routes 12 et 17. L'itinéraire nord, quant à lui, relie les deux villes sur une distance de 455 km via la route 17 qui devient l'autoroute 417 à Arnprior à 35 km à l'ouest de la jonction avec l'itinéraire sud. Les deux tronçons fusionnent dans l'ouest d'Ottawa et la Transcanadienne poursuit son chemin vers l'est en tant qu'autoroute 417 sur une distance de 140 km avant d'entrer au Québec à Rigaud et de devenir l'autoroute 40. L'axe sud fusionne définitivement avec l'axe nord 70 km plus à l'est en plein Montréal.
De là, la Transcanadienne continue sur une distance de 10 km sur l'autoroute 40, avant de bifurquer sur l'autoroute 25 et de traverser le fleuve Saint-Laurent via le Pont-tunnel Louis-Hippolyte-La Fontaine. Sur la rive sud du fleuve, elle devient l'autoroute 20 et adopte une orientation nord-est. Elle s'éloigne du rivage sur une distance de 257 km jusqu'à Lévis (en face de Québec). De là, elle longe la rive sud du fleuve Saint-Laurent sur une distance de 173 km jusqu'à Rivière-du-Loup où elle quitte l'autoroute 20 pour emprunter l'autoroute 85 en bifurquant vers le sud-est à destination d'Edmundston au Nouveau-Brunswick, en empruntant l'axe historique du Chemin du Portage. Après 12 km, l'autoroute 85 devient la route 185 sur une distance de 38 km jusqu'où l'autoroute 85 recommence à nouveau sur une distance de 47 km avant la frontière du Nouveau-Brunswick. À noter que la route 185 est actuellement transformée en autoroute pour ainsi devenir l'autoroute 85 sur toute sa longueur.

### La traversée des provinces de l'Atlantique
Dans sa traversée du Nouveau-Brunswick, la Transcanadienne est numérotée Route 2. Après Edmundston, la route 2 suit la frontière avec les États-Unis sur une distance de 170 km jusqu'à Woodstock, continue vers l'est sur une distance de 102 km jusqu'à Fredericton puis se rend jusqu'à Moncton 177 km plus loin. Après 54 km, à Sackville, la Transcanadienne se divise à nouveau où une boucle vers l'Île-du-Prince-Édouard numérotée Route 16 débute. Quant à elle, la route 2, qui constitue l'axe principal, continue quelques kilomètres jusqu'à la frontière de la Nouvelle-Écosse où elle devient la route 104.
L'axe nord, une boucle de 175 km, constitue l'unique section de la Transcanadienne vers l'Île-du-Prince-Édouard. Au Nouveau-Brunswick, la route 16 continue sur une distance de 50 km vers Cap Jourimain, endroit où elle entame une traversée de 13 km sur le pont de la Confédération. Sur l'Île-du-Prince-Édouard, la Transcanadienne est numérotée Route 1 et passe par Charlottetown pour se terminer à Wood Islands où une liaison en traversier de 26 km atteint Caribou (Nouvelle-Écosse). Après le traversier, la Transcanadienne est numérotée Route 106 et continue sur une distance de 19 km pour atteindre l'axe principal de la Transcanadienne à Westville, non loin de New Glasgow.
Quant à lui, l'axe principal, numéroté Route 104 à partir de la frontière néo-brunswickoise, entre en Nouvelle-Écosse, continue sur une distance de 117 km jusqu'à Truro puis sur une distance supplémentaire de 57 km vers l'est pour rejoindre New Glasgow. La route 104 continue sur une distance de 112 km pour atteindre un pont sur le détroit de Canso vers l'Île du Cap-Breton près de Port Hawkesbury. De là, elle y est numérotée Route 105.
Un traversier à Sydney est atteint après 144 km. La liaison est de 177 km jusqu'à Channel-Port-aux-Basques dans la province de Terre-Neuve-et-Labrador où la Transcanadienne est numérotée Route 1. Celle-ci se dirige vers le nord-est sur une distance de 219 km en passant par Corner Brook puis vers l'est sur une distance de 352 km en passant par Gander pour se terminer à Saint-Jean après avoir continué 334 km plus loin en direction sud-est.